# Aérodrome de Fontenay-Trésigny
L’aérodrome de Fontenay-Trésigny (code OACI : LFPQ) est un aérodrome ouvert à la circulation aérienne publique (CAP), situé à 2 km à l’est de Fontenay-Trésigny en Seine-et-Marne (région Île-de-France, France).
Il est utilisé pour la pratique d’activités de loisirs et de tourisme (aviation légère).

## Histoire
L'aérodrome est fondé par des membres de l'Aéroclub des Cheminots de Guyancourt en 1962. En 1968, un Breguet Deux-Ponts est acheté par l'aéroclub pour être exposé à l'aérodrome.

## Situation
| \| 20 km1:401 000 \| Beynes - Thiverval Chavenay - Villepreux Chelles Coulommiers Fontenay-Trésigny La Ferté-Alais Lognes-Émerainville Mantes - Chérence Meaux - Esbly Melun-Villaroche Moret - Épisy Nangis Les Loges Saint-Cyr-l'É. Les Mureaux Étampes Charles-de-Gaulle Le Bourget Orly Pontoise - Cormeilles-en-V. Paris-Saclay-Versailles Issy-les-M. Villacoublay |
| 20 km1:401 000 |

## Installations

### Installations aéroportuaires
L’aérodrome dispose de deux pistes orientées est-ouest (12/30) :
- une piste bitumée longue de 700 mètres et large de 18. Elle est dotée :
  - d’un balisage diurne et nocturne,
  - d’un indicateur de plan d’approche (PAPI) pour le sens d’atterrissage 12 ;
- une piste en herbe longue de 720 mètres et large de 50.

L’aérodrome n’est pas contrôlé. Les communications s’effectuent en auto-information sur la fréquence de 120,225 MHz. Il est agréé avec limitations pour le vol à vue (VFR) de nuit.
S’y ajoutent :
- une aire de stationnement ;
- des hangars ;
- une station d’avitaillement en carburant (100LL) ;

### Breguet Deux-Ponts
Une particularité de l'aérodrome est le Breguet Deux-Ponts stationné sur le terrain. Il s'agit d'un Br 763, (c/n 6) 82-PP de l'armée de l'air française utilisé ensuite avec le code F-BACC par la compagnie Air France. Cet avion appartient au club de l'aérodrome.
Une fois retiré du service, cet avion à double-pont a été reconditionné en restaurant en 1984 puis en club échangiste, le « Septième Ciel » en 2011. Cette dernière destination a entraîné des scandales. Le club a toutefois perduré et fait la Une du site Jacquie et Michel le 12 août 2013. Le club échangiste a été fermé en juillet 2014, pour laisser de nouveau la place à un pub, les soirées libertines devenant privées.

## Activités
- Aéro-club de Chaubuisson